# 1831 Nicholson
Nicholson (asteróide 1831) é um asteróide da cintura principal, a 1,9523231 UA. Possui uma excentricidade de 0,1281677 e um período orbital de 1 223,96 dias (3,35 anos).
Nicholson tem uma velocidade orbital média de 19,90368017 km/s e uma inclinação de 5,63825º.
Esse asteróide foi descoberto em 17 de Abril de 1968 por Paul Wild.